# Том и Вив
«Том и Вив» — фильм режиссёра Брайана Гилберта по роману Майкла Хастингса. Сюжет фильма основан на реальных событиях и повествует о жизни американского поэта Томаса Стернза Элиота и его первой жены Вивьенн Хей-Вуд. Они поженились в 1915 году и расстались в 1933, однако официального развода не последовало.

## Сюжет
Том Элиот очарован жизнерадостной и непосредственной Вивьенн, и они сбегают, чтобы тайно обвенчаться. Но вместо безоблачного семейного счастья на Тома обрушиваются нелёгкие заботы. У Вивьенн тяжёлый характер и серьёзные проблемы со здоровьем, а кроме того, её отец не одобряет их брак, поскольку Том небогат и собирается посвятить жизнь поэзии. Однако Том обретает поддержку в лице миссис Хей-Вуд, которая рада, что дочь вышла замуж за любящего и заботливого мужчину.
Чтобы содержать семью, Том устраивается на работу, чем вызывает недовольство Вивьенн, считающей, что это помешает ему писать стихи. Несмотря на трудности в личной жизни, Том добивается успеха и признания на литературном поприще. Однако его знакомые и почитатели полагают, что Вивьенн губит его репутацию и дурно влияет на творчество, и советуют Тому развестись с ней, что он категорически отвергает. Между тем, Вивьенн становится всё более взбалмошной и непредсказуемой, и Том и миссис Хей-Вуд принимают решение отправить её в психиатрическую лечебницу, где она оставалась до конца своих дней.

## В ролях
- Уиллем Дефо — Том Элиот
- Миранда Ричардсон — Вивьенн Хей-Вуд Элиот
- Розмари Харрис — Роуз Хей-Вуд
- Тим Даттон — Морис Хей-Вуд
- Николас Грэйс — Бертран Рассел
- Джоанна МакКаллум — Вирджиния Вулф
- Анна Чанселлор

## Награды и номинации
Полный перечень наград и номинаций — на сайте IMDB.
| Премия         | Категория                    | Имя               | Результат |
| -------------- | ---------------------------- | ----------------- | --------- |
| Оскар          | Лучшая актриса               | Миранда Ричардсон | Номинация |
| Оскар          | Лучшая актриса второго плана | Розмари Харрис    | Номинация |
| BAFTA          | Лучший британский фильм      |                   | Номинация |
| BAFTA          | Лучшая актриса               | Миранда Ричардсон | Номинация |
| Золотой глобус | Лучшая драматическая актриса | Миранда Ричардсон | Номинация |
| NBR Award      | Лучшая актриса               | Миранда Ричардсон | Победа    |
| NBR Award      | Лучшая актриса второго плана | Розмари Харрис    | Победа    |